# Dromaius novaehollandiae diemenensis
Dromaius novaehollandiae diemenensis é uma subespécie extinta de emu que era endêmica da Tasmânia, onde ficou isolado durante o Taratiano. Ao contrário dos outros taxóns de emu insulares, o emu da ilha King (D. n. minor) e o da ilha dos Cangurus (D. n. baudinianus), a população da Tasmânia era considerável, o que significa que não houve efeitos evolutivos marcantes do tamanho pequeno da população, como nos outros dois isolados.